# 多田清
多田 清（ただ きよし、1905年 - 1991年7月19日）は、日本の実業家。相互タクシーの創業者である。

## 経歴
父・三右衛門は現在の福井県勝山市で庄屋や酒造業を行っていたが、清が3歳の頃に清酒の腐造などで家業が破綻し、一家は大阪へ逃げるように移り住む。小学校卒業後は雑穀問屋等で丁稚奉公をしていたが、そのお得意先から店を任されることとなる。しかし、地の利が良くなかったことから1年半で閉店。以後は兵役と新規事業の貯金のための大阪港での沖仲士をする傍ら、自動車の運転免許を取得した。退役後は市岡でタクシーの運転手となり、後に労働組合を結成。その後、労使交渉の末に経営権を獲得する。
戦時中は木炭車の研究をし、徴兵されてもなお、70回以上の試行錯誤を重ね、完成させる。その後、戦況の悪化で石油不足となっていったが、多くの車両を確保した。その後は敗戦に備えるために山林の購入や平和産業の株式購入などを命じた。
戦後は営業所システムを導入し、走りながら客をとる従前のシステムの対抗馬となった。また、1960年には社団法人大阪旅客自動車組合の理事長となったほか、1970年には大阪上本町にタクシー会館を寄贈。分裂していた大阪タクシー協会と大阪自動車協会の橋渡しとなり、後に両協会は統合された。オイルショック以降は運転手からの反発も多い中、他社よりいち早く1980年に小型車を導入。国からの省エネ要請で他社が車両を減らすなか、相互タクシーは車両を多く運転できた。
晩年は越前大仏の建立など社会貢献事業を実施したが、病に倒れ1991年に死去。享年86。葬儀は家族や社員、得意先など3,000人が集まった。

## 人物
- 先見の明があったと言われ、上記の戦争やオイルショックの際にはいち早く先手を打った。
- 旅行に行く際、常にソフトクリームを奢っていたという。